# Walter Lang
Walter Lang (10 de agosto de 1896 – 7 de fevereiro de 1972) foi um diretor de cinema dos Estados Unidos.

## Biografia
Walter Lang nasceu no Tennessee, nos Estados Unidos. Ainda jovem foi para Nova Iorque onde conseguiu emprego num escritório de uma companhia produtora de filmes. Os negócios despertaram seus interesses artísticos e ele começou a aprender as várias funções numa filmagem e chegou a trabalhar como assistente de direção. Mas, Lang tinha ambições de se tornar pintor e viajou para a França, onde conheceu os escritores e artistas que frequentavam Montparnasse, bairro de Paris. As coisas não correram como ele esperava então voltou para o lar e para a indústria cinematográfica.

### Carreira
Em 1926, Walter Lang dirigiu seu primeiro filme mudo, The Red Kimona. Em meados da década de 1930, ele foi contratado pela 20th Century Fox onde, como diretor, "pintou" um grande número de musicais coloridos espetacularmente, alguns com a participação de Carmen Miranda, que tornaram o estúdio famoso na década de 1940. Um dos mais conhecidos trabalhos de Lang foi o épico O Rei e Eu de 1956, produção que foi indicada ao Óscar de melhor direção.
Por suas contribuições para a indústria cinematográfica, Walter Lang possui uma estrela na Calçada da Fama de Hollywood- a de número 6520 no Hollywood Boulevard.

### Vida pessoal
Walter Lang foi casado com Madalynne Field (1907–1974) de 1937 até sua morte. Field, uma ex-atriz, fora amiga de Carole Lombard quando ambas participavam do grupo das "Banhistas Bonitas" de Mack Sennett, em fins da década de 1920. A carreira de Field terminou com a falência do Estúdio de Sennett. Contudo, manteve sua amizade com Lombard e trabalhou para ela como secretária até se casar. Ela conheceu Lang quando ele dirigiu Lombard em Love Before Breakfast (1936). Lang foi enterrado no Cemitério de Inglewood, na Califórnia.

## Filmografia
- The Red Kimona (1925)
- The Earth Woman (1926)
- The Golden Web (1926)
- Money to Burn (1926)
- The Ladybird  (1927)
- The Satin Woman (1927)
- Sally in Our Alley (1927)
- By Whose Hand? (1927)
- The College Hero (1927)
- The Night Flyer (1928)
- Alice Through a Looking Glass (1928)
- The Desert Bride (1928)
- The Spirit of Youth (1929)
- Hello Sister (1930)
- Cock o' the Walk (1930)
- The Big Fight (1930)
- The Costello Case (1930)
- Brothers (1930)
- Command Performance (1931)
- Hell Bound (1931)
- Women Go on Forever (1931)
- No More Orchids (1932)
- The Warrior's Husband (1933)
- Meet the Baron (1933)
- Whom the Gods Destroy (1934)
- The Party's Over (1934)
- The Mighty Barnum (1934)
- Carnival (1935)
- Hooray for Love (1935)
- Love Before Breakfast (1936)
- Top of the Town (1937)
- Wife, Doctor and Nurse (1937)
- Second Honeymoon (1937)
- The Baroness and the Butler (1938)
- I'll Give a Million (1938)
- The Little Princess (1939)
- Susannah of the Mounties (1939)
- The Blue Bird (1940)
- Star Dust (1940)
- The Great Profile (1940)
- Tin Pan Alley (1940)
- Moon Over Miami (1941)
- Week-End in Havana (1941)
- Song of the Islands (1942)
- The Magnificent Dope (1942)
- Coney Island (1943)
- Greenwich Village (1944)
- State Fair (1945)
- Claudia and David (1946)
- Sentimental Journey (1946)
- Mother Wore Tights (1947)
- Sitting Pretty (1948)
- When My Baby Smiles at Me (1948)
- You're My Everything (1949)
- Cheaper by the Dozen (1950)
- The Jackpot (1950)
- On the Riviera (1951)
- With a Song in My Heart (1952)
- Call Me Madam (1953)
- There's No Business Like Show Business (1954)
- The King and I (1956)
- Desk Set (1957)
- But Not for Me (1959)
- Can-Can (1960)
- The Marriage-Go-Round (1961)
- Snow White and the Three Stooges (1961)

## Ligação Externa
- Walter Lang. no IMDb.